# Jorge Reyna
Pour les articles homonymes, voir Reyna.
Jorge Reyna (né le 10 janvier 1963) est un athlète cubain spécialiste du triple saut.
Troisième des Jeux d'Amérique centrale et des Caraïbes de 1982, il remporte le titre des Jeux panaméricains de 1983 de Caracas devant son compatriote Lázaro Betancourt, réalisant un saut à 17,05 m. L'année suivante, le Cubain se classe deuxième des Championnats du monde en salle de Budapest où il s'incline face à l'Américain Mike Conley. 
Son record personnel de 17,48 m est établi le 27 février 1987 à Santiago de Cuba.

## Palmarès
| Date | Compétition                              | Lieu      | Résultat | Marque  |
| ---- | ---------------------------------------- | --------- | -------- | ------- |
| 1982 | Jeux d'Amérique centrale et des Caraïbes | La Havane | 3e       |         |
| 1983 | Jeux panaméricains                       | Caracas   | 1er      | 17,05 m |
| 1989 | Championnats du monde en salle           | Budapest  | 2e       | 17,41 m |